# 디스아너드 2
《디스아너드 2》(Dishonored 2)는 아케인 스튜디오가 개발하고 베데스다 소프트웍스가 2016년 배급한 스텔스 액션 어드벤처 비디오 게임이다. 2012년 《디스아너드》의 속편인 이 게임은 2016년 11월 11일에 마이크로소프트 윈도우, 플레이스테이션 4, 엑스박스 원용으로 출시되었다.
이 게임은 가상의 군도 제국을 배경으로, 해안 도시인 카르나카에서 대부분의 게임이 진행된다. 에밀리 콜드윈이 "초자연적 찬탈자"에 의해 면직된 후, 플레이어는 '에밀리' 또는 그녀의 보디가드이자 아버지인 '코르보 아타노' 중 한 명을 선택하여 왕좌를 되찾을 수 있다. 에밀리와 코르보는 모두 고유의 초자연적 능력을 사용할 수 있고, 능력 모두를 포기하기로 결정할 수도 있다. 또한 잠입에서부터 폭력에 이르기까지 주어진 임무를 완수할 수 있는 다양한 방법이 있다.
《디스아너드》의 속편에 대한 아이디어는 다운로드 가능 콘텐츠를 개발하는 동안 시작되었고, 이 과정에서 이전작에서 목소리가 없던 코르보의 목소리 제작이 결정되었다. 에밀리 콜드윈은 처음으로 플레이 가능 캐릭터가 되었고, 이는 타임라인의 발전을 가져왔다. 디자인은 그림과 조각의 영향을 받았다. 새로운 가상의 도시인 카르나카의 역사는 1년 동안의 기간에 걸쳐 창조되었다. 이 도시 자체는 그리스, 이탈리아, 스페인과 같은 남부 유럽 국가와, 1851년의 건축, 패션, 기술에 기반을 두고 있다.
《디스아너드 2》는 좀 더 도전적인 잠입, 에밀리와 코르보의 플레이 스타일에 맞는 능력, 예술적 방향, 리플레이 가치, 인공 지능과 같은 첫 번째 게임으로부터 개선된 점에 있어 찬사를 받았다. 무엇보다 중요한 개별 미션의 내러티브 부족에 비판이 제기되었으나, 창의적인 디자인은 호평을 받았다. 이와는 별개로 PC 포트와 관련된 기술적 결함으로 불만이 제기되었다. 《디스아너드 2》는 게임 어워드 2016에서 최우수 액션/어드벤처 게임상을 수상했다.

## 평가
| 평가 |                                        |
| --- | -------------------------------------- |
| 통합 점수 통합사 점수 메타크리틱 (PC) 86/100 [ 1 ] (PS4) 88/100 [ 2 ] (XONE) 88/100 [ 3 ] 평론 점수 평론사 점수 디스트럭토이드 7.5/10 [ 4 ] EGM 7/10 [ 5 ] 게임 인포머 9.25/10 [ 6 ] 게임 레볼루션 [ 7 ] 게임스팟 8/10 [ 8 ] 게임스레이더+ [ 9 ] IGN 9.3/10 [ 10 ] PC 게이머 (US) 93/100 [ 11 ] 폴리곤 8.5/10 [ 12 ] VideoGamer.com 10/10 [ 13 ] |                                        |
| 통합 점수 |                                        |
| 통합사 | 점수                                   |
| 메타크리틱 | (PC) 86/100 (PS4) 88/100 (XONE) 88/100 |
| 평론 점수 |                                        |
| 평론사 | 점수                                   |
| 디스트럭토이드 | 7.5/10                                 |
| EGM | 7/10                                   |
| 게임 인포머 | 9.25/10                                |
| 게임 레볼루션 | [ 7 ]                                  |
| 게임스팟 | 8/10                                   |
| 게임스레이더+ | [ 9 ]                                  |
| IGN | 9.3/10                                 |
| PC 게이머 (US) | 93/100                                 |
| 폴리곤 | 8.5/10                                 |
| VideoGamer.com | 10/10                                  |